# Хатоґая

35°49′37″ пн. ш. 139°44′28″ сх. д. / 35.82694° пн. ш. 139.74111° сх. д.
Хатоґая́ (яп. 鳩ヶ谷市, はとがやし, МФА: [hatogaja ɕi̥]) — місто в Японії, в префектурі Сайтама.

## Короткі відомості
Розташоване в південно-східній частині префектури. Виникло на основі середньовічного поселення. Основою економіки є городництво, вирощування дерев і квітів, харчова промисловість, комерція. Станом на 1 жовтня 2008 площа міста становила 6,22 км². Станом на 1 січня 2009 населення міста становило 60 709 осіб.